# Vermes

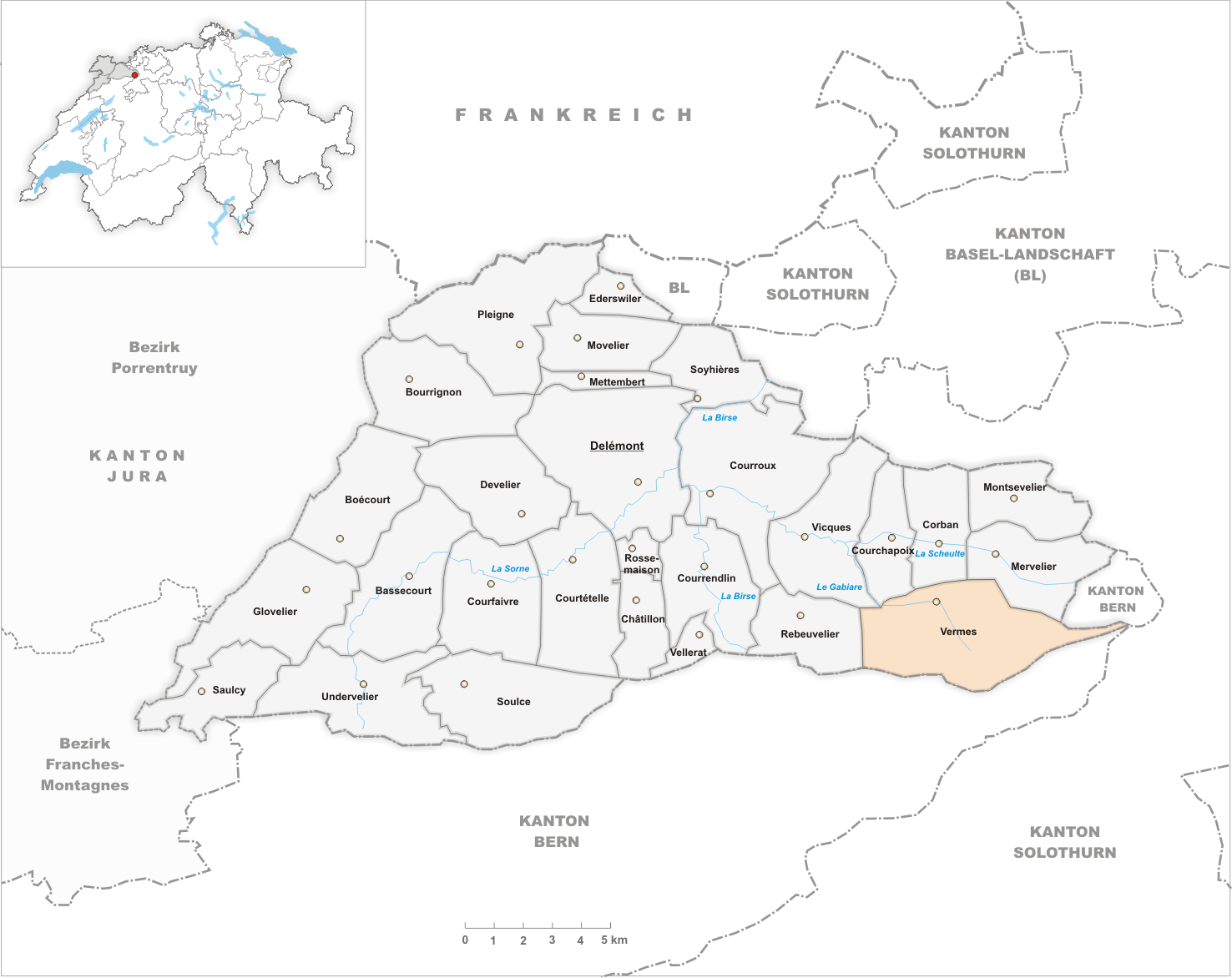
Gemeindestand vor der Fusion am 1. Januar 2013

Vermes war eine politische Gemeinde im Distrikt Delémont des Kantons Jura in der Schweiz. Der frühere deutsche Name Pferdmund wird heute nicht mehr verwendet. Am 1. Januar 2013 fusionierte sie mit den Gemeinden Montsevelier und Vicques zur neuen Gemeinde  Val Terbi.

## Geographie

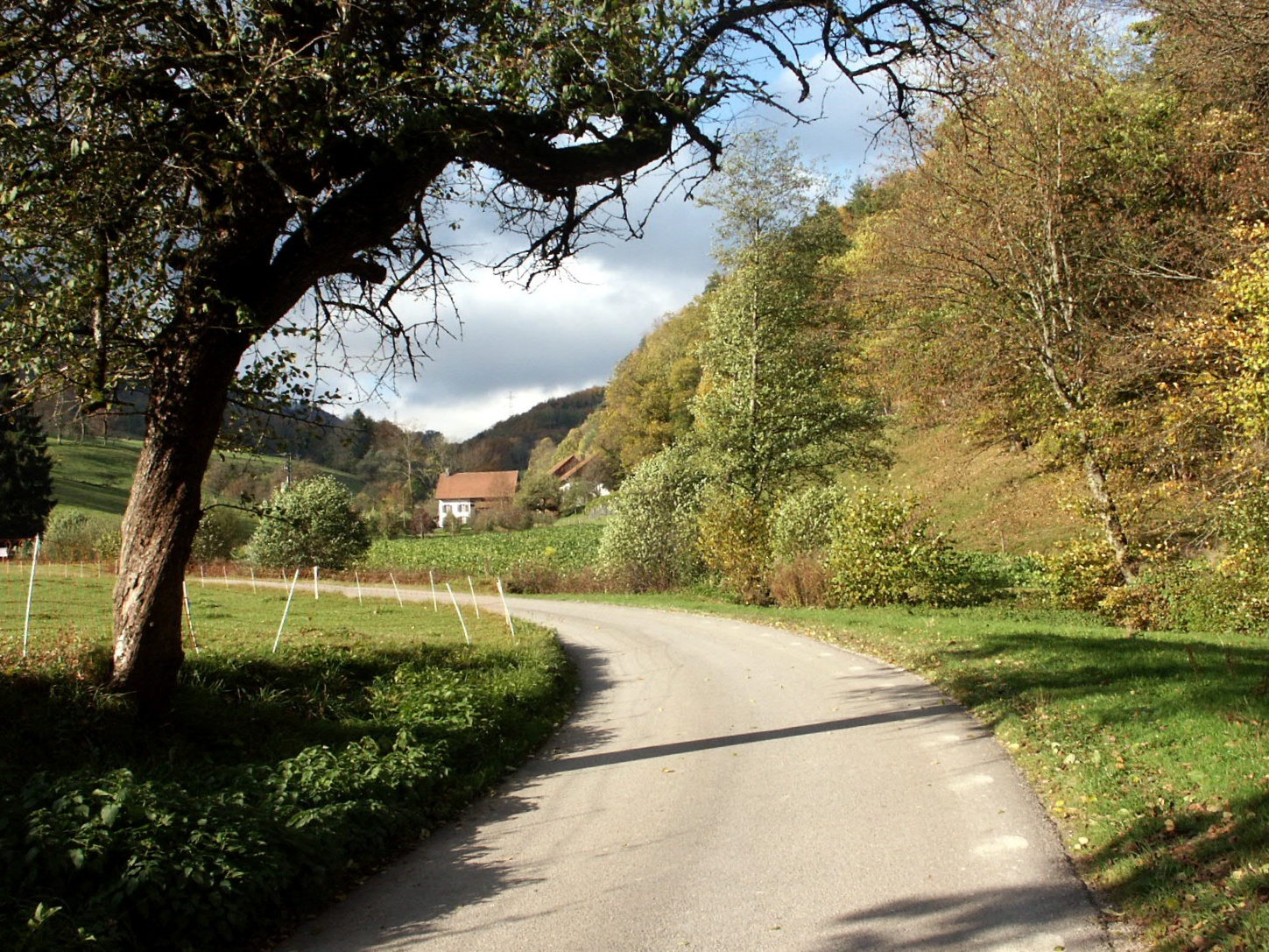
Region Tiergarten in der Gemeinde Val Terbi

Vermes liegt auf 566 m ü. M., zwölf Kilometer ostsüdöstlich des Kantonshauptorts Delémont (Luftlinie). Das ehemalige Strassen- und Bachzeilendorf erstreckt sich in einer Talweitung der Gabiare, einer parallel zum Delsberger Becken verlaufenden Synklinalen im Jura am Nordfuss des Mont Raimeux.
Die Fläche des 18,3 km² grossen Gemeindegebiets umfasst den Talkessel von Vermes, der im Norden von der Falte des Plain Fayen (759 m ü. M.) und der Forêt du Droit (768 m ü. M.) sowie vom Moton (797 m ü. M.) begrenzt wird. Zwischen dem Moton und dem Plain Fayen hat die Gabiare die Tiergartenschlucht, eine typische Juraklus, in die Antiklinale eingegraben. Der südliche Gemeindeteil umfasst den Nordhang der Mont-Raimeux-Kette, auf deren Kamm mit 1241 m ü. M. der höchste Punkt der Gemeinde liegt, sowie die östlich davon gelegene Klus von Envelier. In einem schmalen Zipfel reicht der Boden von Vermes im Osten bis auf die Höhen des Schönenbergs (1193 m ü. M.). Das Gemeindegebiet wird durch die Gabiare zum Scheltenbach (französisch La Scheulte), einem rechten Nebenfluss der Birs, entwässert. Von der Gemeindefläche entfielen 1997 3 % auf Siedlungen, 60 % auf Wald und Gehölze und 37 % auf Landwirtschaft.
Zu Vermes gehören der Weiler Envelier (deutsch Im Wiler bzw. Welschwiler), 624 m ü. M., in einer Talweitung der Gabiare-Klusen am Ostfuss des Mont Raimeux, sowie zahlreiche Einzelhöfe. Nachbargemeinden von Vermes waren Rebeuvelier, Vicques, Courchapoix, Corban und Mervelier im Kanton Jura sowie Schelten, Seehof, Corcelles BE und Crémines im Kanton Bern. Im Osten findet sich ein Dreikantonseck zu den Kantonen Bern und Solothurn ().

## Bevölkerung
Mit 308 Einwohnern (Stand 31. Dezember 2012) gehörte Vermes zu den kleineren Gemeinden des Kantons Jura. Von den Bewohnern sind 69,6 % französischsprachig, 28,2 % deutschsprachig und 1.6 englischsprachig (Stand 2000). Traditionell einen hohen Anteil an deutschsprachigen Einwohnern hat der Ortsteil Envelier; hier finden sich auch noch einige traditionelle germanische Ortsnamen (La Wuestmatte, Ramboden, Le Schlag, La Rossmatte, Schöne(n)berg, Chez le Zuber, La Sonnenberg, Rière Buchwalder).
Die Kirchgemeinde von Vermes umfasste vor dem Dreissigjährigen Krieg 250 Mitglieder, danach weniger als 60 (im Jahr 1660). 1725 zählte der Pfarrer in seiner Gemeinde 539 Mitglieder (zu beachten ist, dass Vermes damals eine Kirchgemeinde mit Rebeuvelier bildete). 1780 zählte die Gemeinde Vermes ohne Rebeuvelier 603 Personen.
Während der Zeit der französischen Herrschaft wurden 1804 in Vermes 500 Einwohner gezählt, 1838 registrierte man deren 570. Die Bevölkerungszahl der Ortschaft belief sich 1850 auf 605 Einwohner, 1900 auf 452 Einwohner. Im Verlauf des 20. Jahrhunderts wurde insgesamt ein rückläufiger Trend registriert.

## Wirtschaft
Die Gemeinde ist noch vorwiegend landwirtschaftlich geprägt. Es gibt nur wenige Arbeitsplätze ausserhalb des landwirtschaftlichen Sektors im Dorf. Viele Erwerbstätige (mehr als 50 %) sind deshalb Wegpendler und arbeiten vor allem in der Region Delémont.

## Verkehr
Die Gemeinde liegt weit abseits der grösseren Durchgangsstrassen, wobei die Hauptzufahrt von Vicques her erfolgt. Auf dieser Strecke verkehrt eine Buslinie, die Vermes an den öffentlichen Verkehr anbindet.

## Geschichte
Erste Erwähnung findet Vermes bereits im Jahre 769 als Verteme, das vom gallischen Wort vertima (Gipfel, Spitze) abgeleitet ist. Vom 7. bis vermutlich zum 10. Jahrhundert bestand hier ein kleines Kloster, das zur Propstei Moutier-Grandval gehörte. 1309 erscheint der Name Vermunt. Von 1793 bis 1815 gehörte Vermes zu Frankreich und war anfangs Teil des Département du Mont-Terrible, ab 1800 mit dem Département Haut-Rhin verbunden. Durch den Entscheid des Wiener Kongresses kam der Ort 1815 an den Kanton Bern und am 1. Januar 1979 an den neu gegründeten Kanton Jura.
Anfang 2013 fusionierte Vermes zur neuen Gemeinde Val Terbi.

## Sehenswürdigkeiten
Die Pfarrkirche Saint-Pierre-et-Paul wurde 1723 unter Einbezug der Fundamente einer mittelalterlichen Kapelle erbaut. In mehreren Etappen wurde die Kirche Ende des 18. Jahrhunderts erweitert. Bei einer Restaurierung 1962 fand man gotische Wandmalereien, die vom Anfang des 15. Jahrhunderts stammen. Auf einem Geländevorsprung am Nordhang des Mont Raimeux, 930 m ü. M., steht das Schloss Raymontpierre (deutsch Remontstein oder Remuntstein), das um 1600 erbaut wurde.
In Envelier befinden sich die Kapelle Saint-Joseph, der heutige Bau stammt von 1863, sowie eine Mühle, die bis 1970 in Betrieb war.

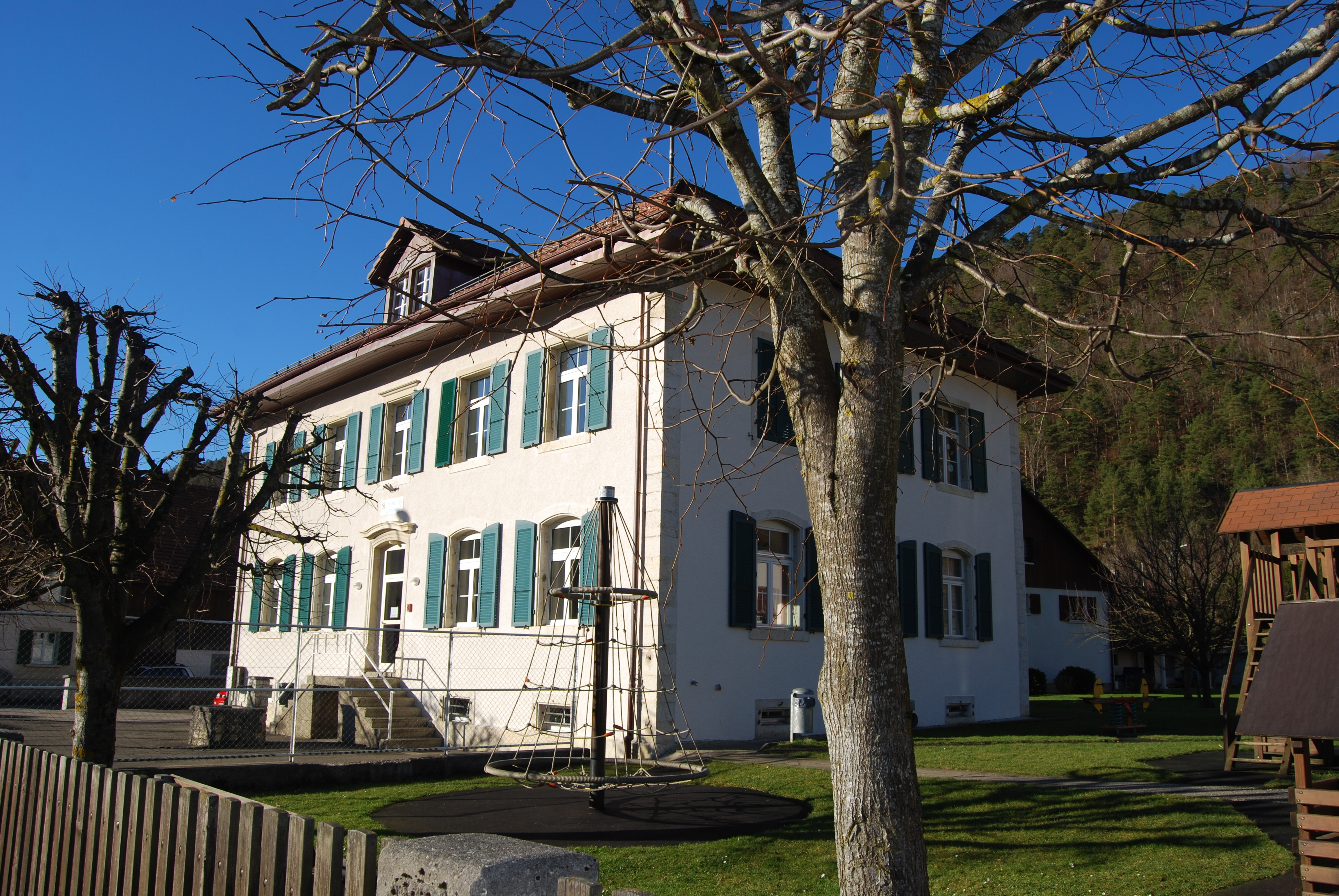
Gemeindehaus
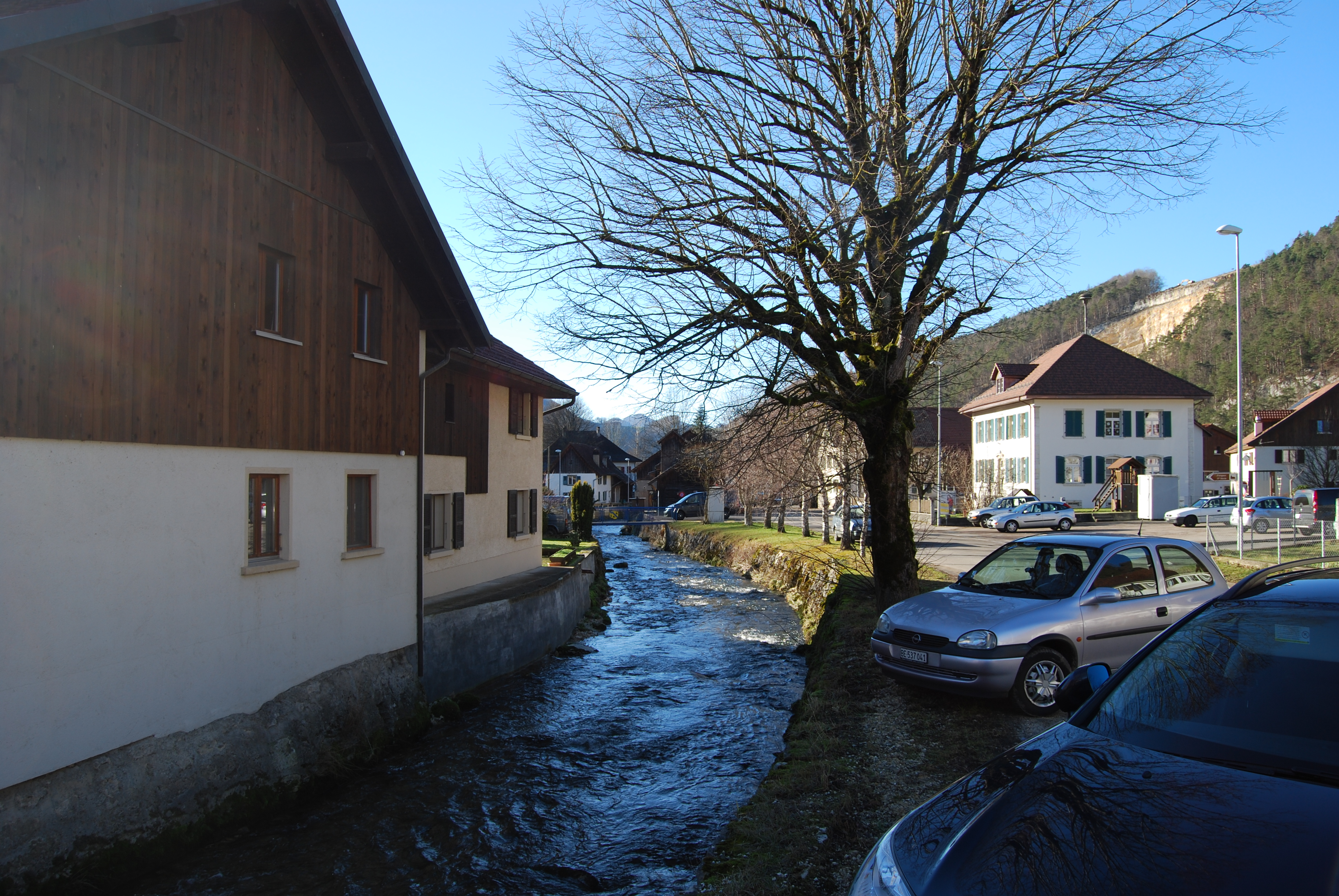
Die Gabiare im Zentrum von Vermes
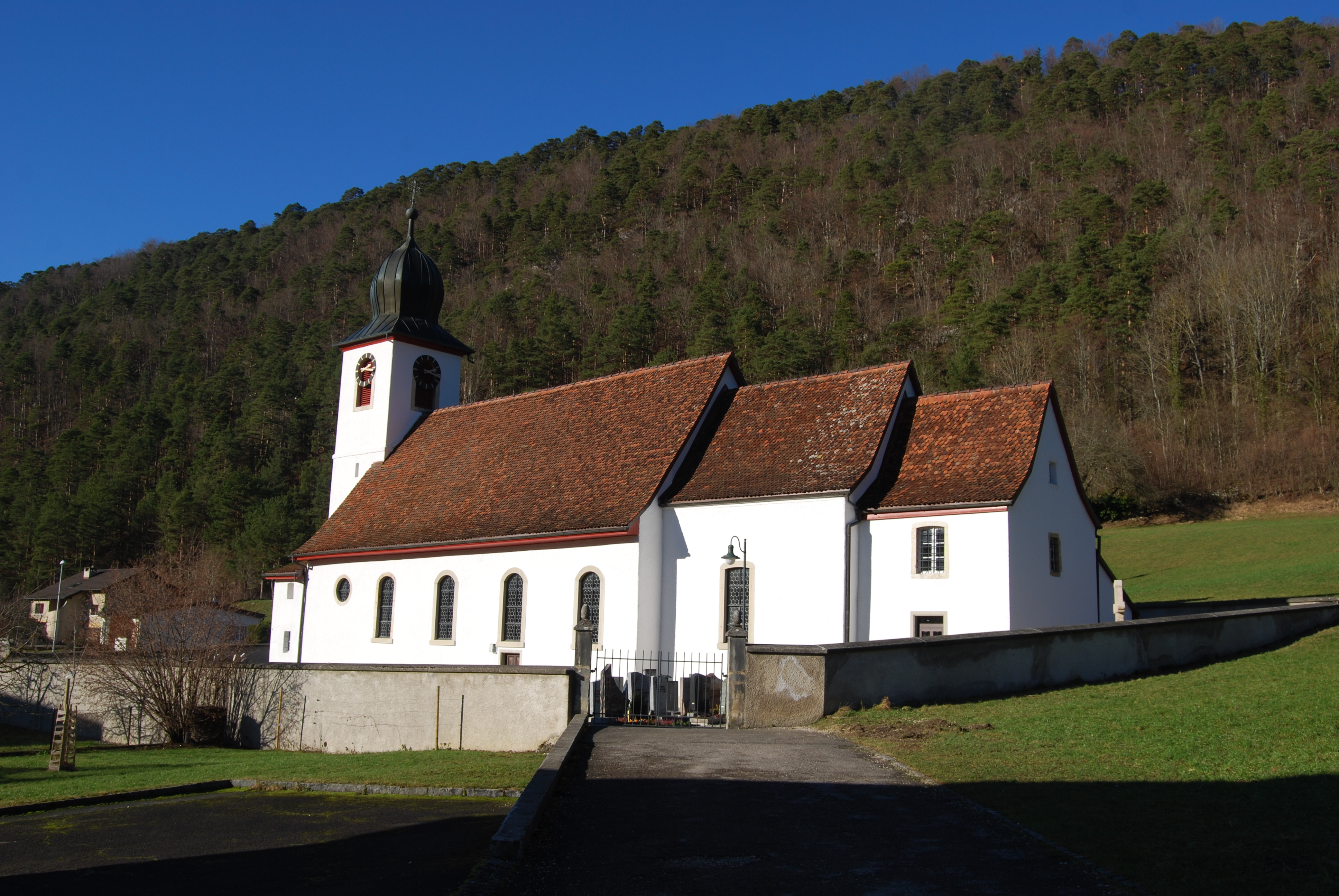
Kirche Saint-Pierre-et-Paul
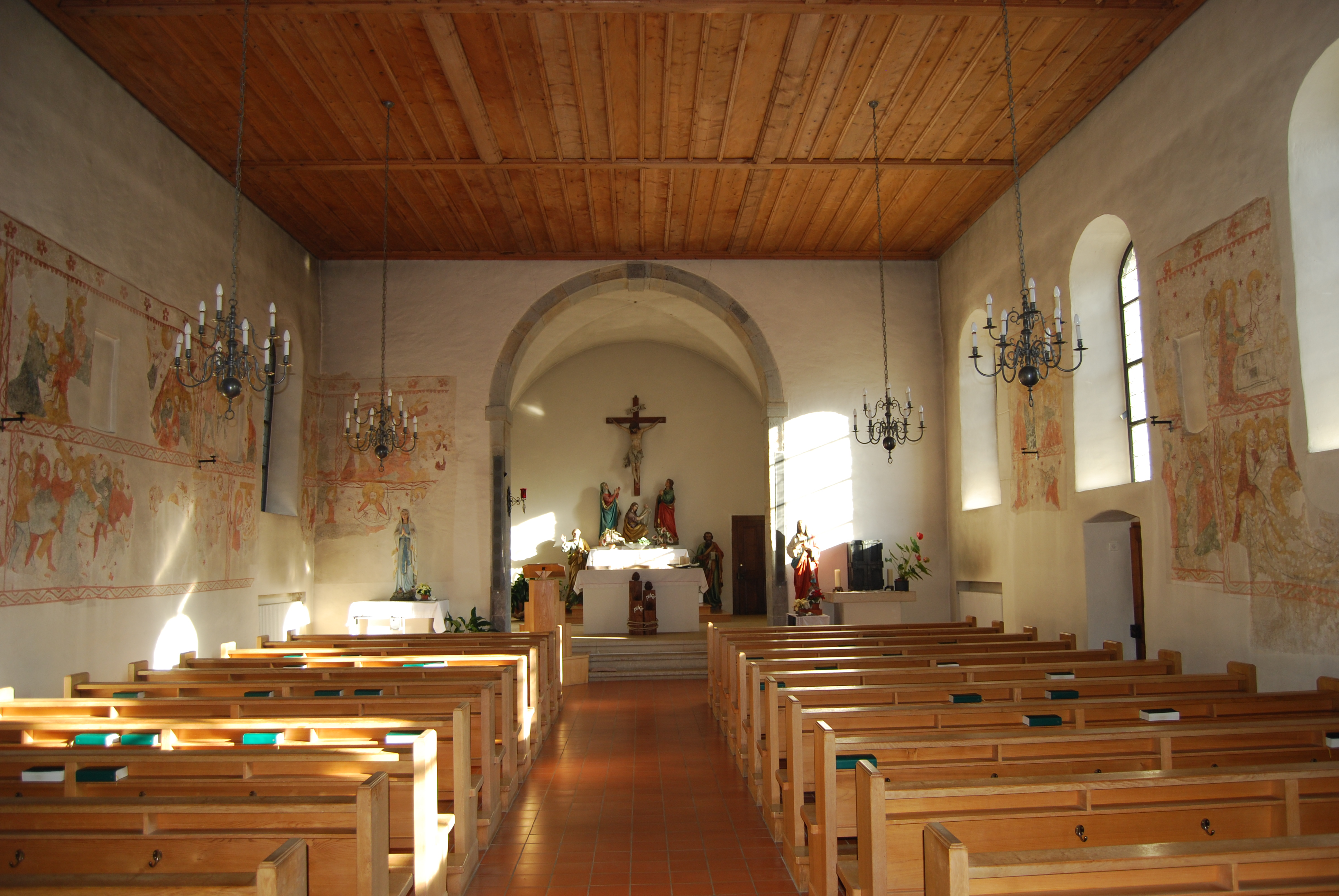
Innenansicht der Kirche mit den Fresken aus dem 15. Jahrhundert
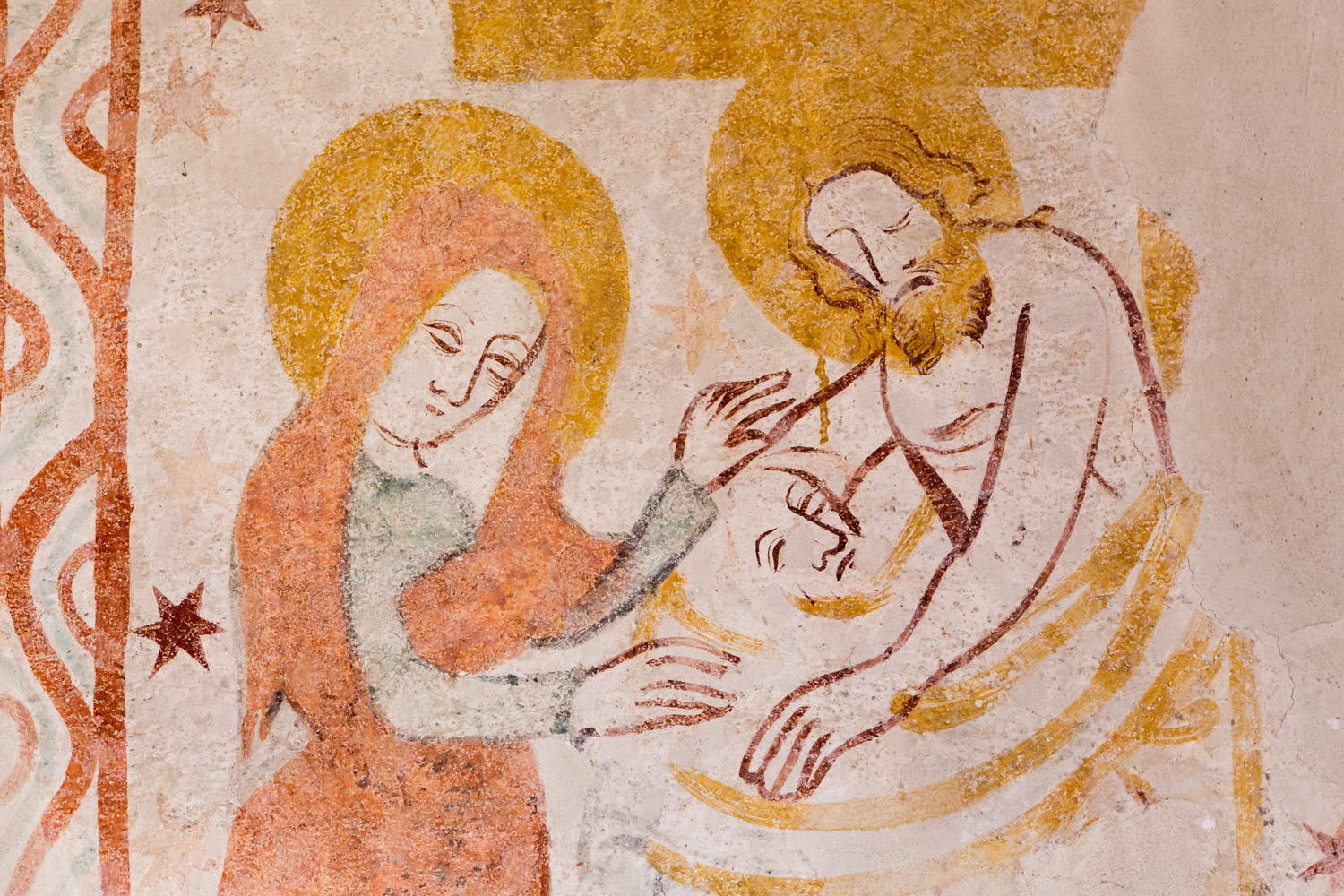
Mittelalterliches Fresko in der Kirche
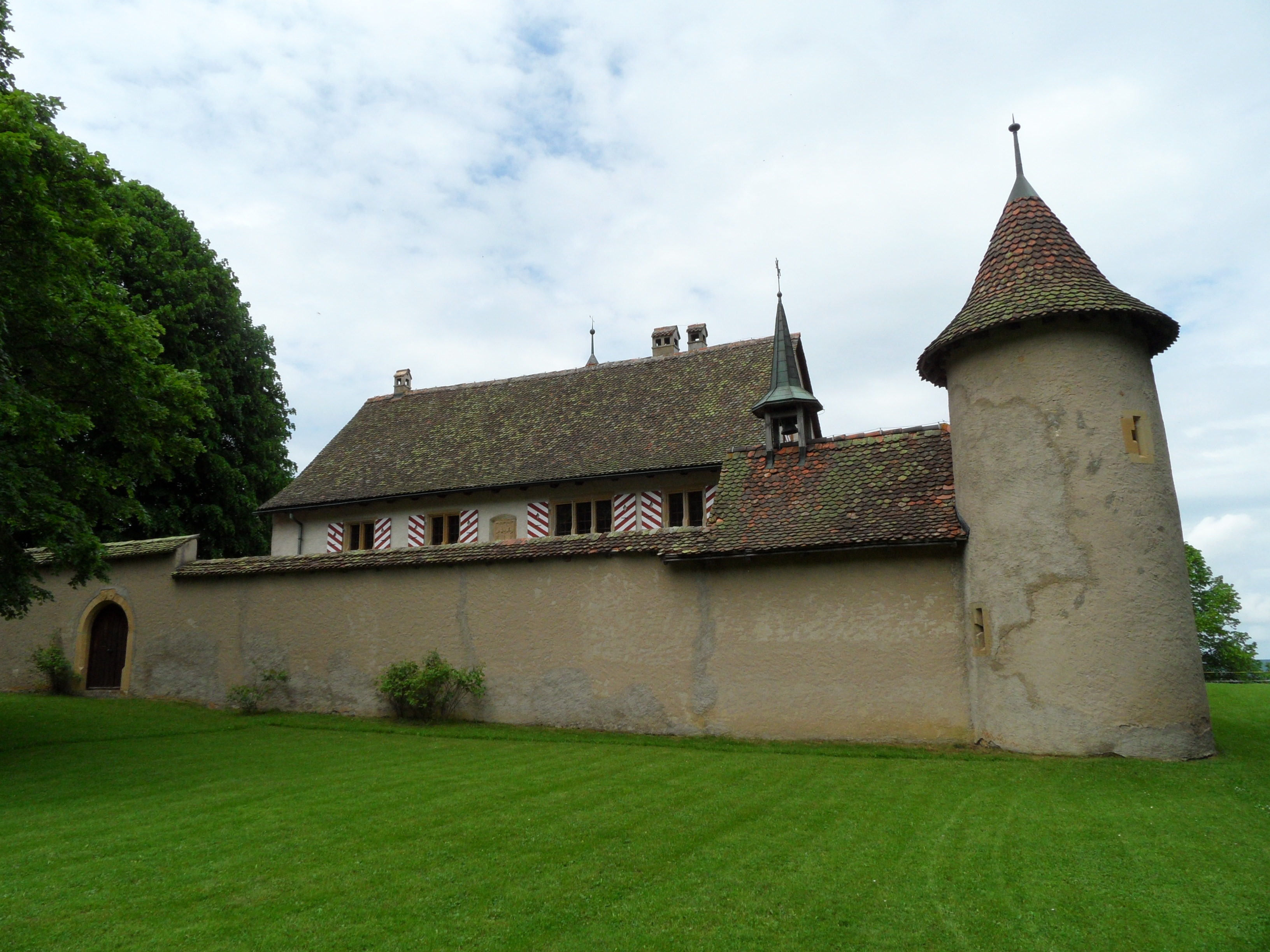
Schloss Raymontpierre
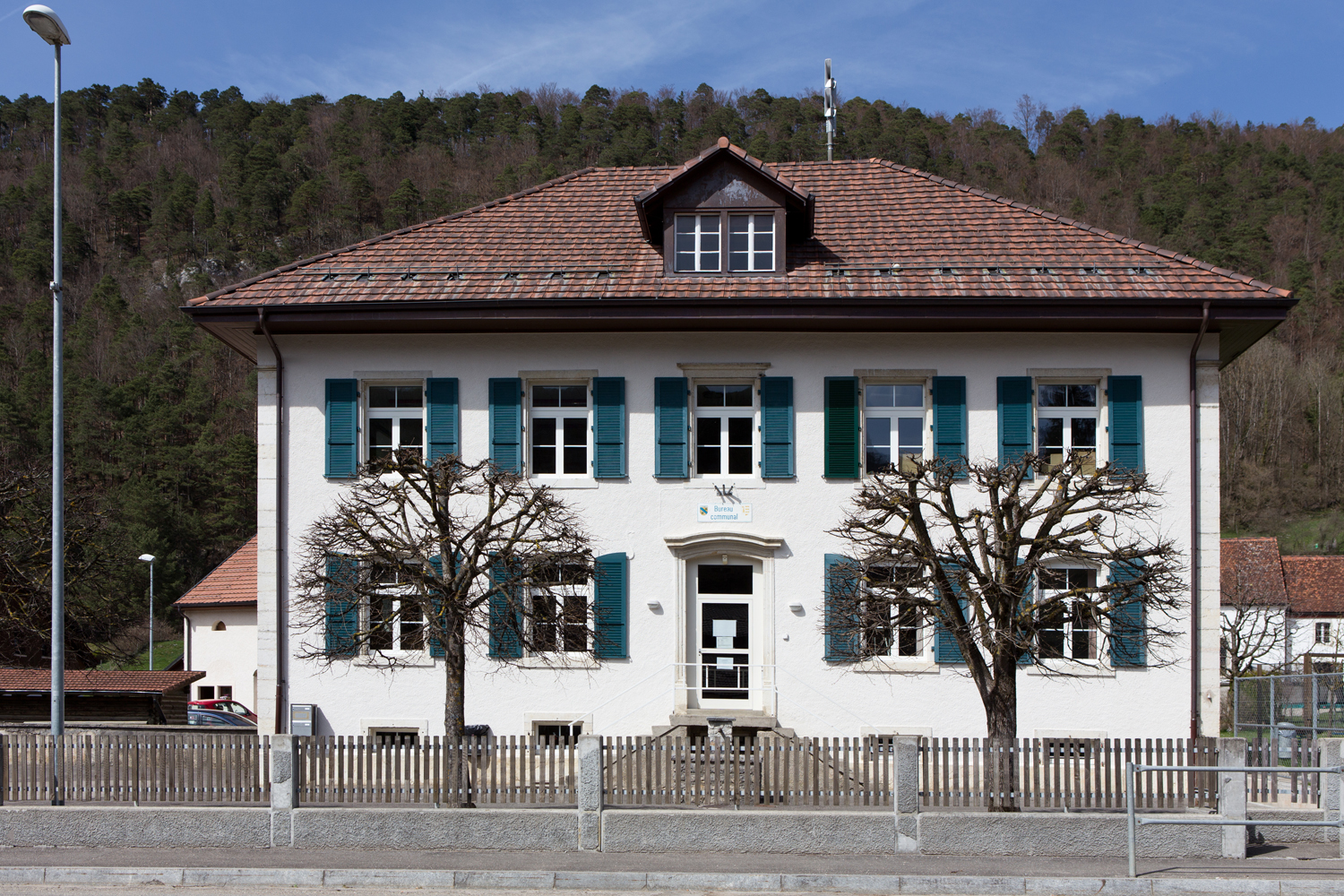
Primarschulhaus
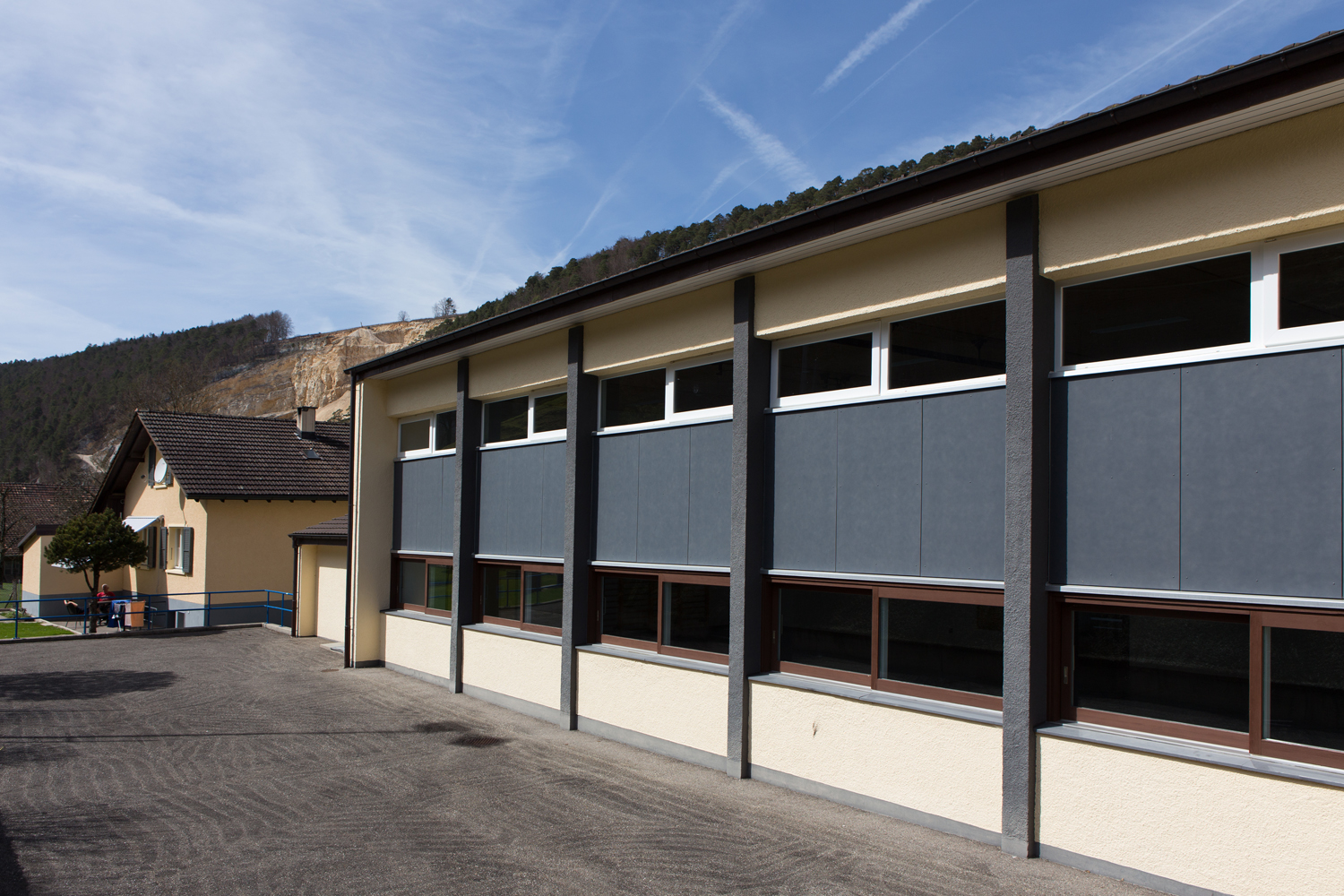
Turnhalle
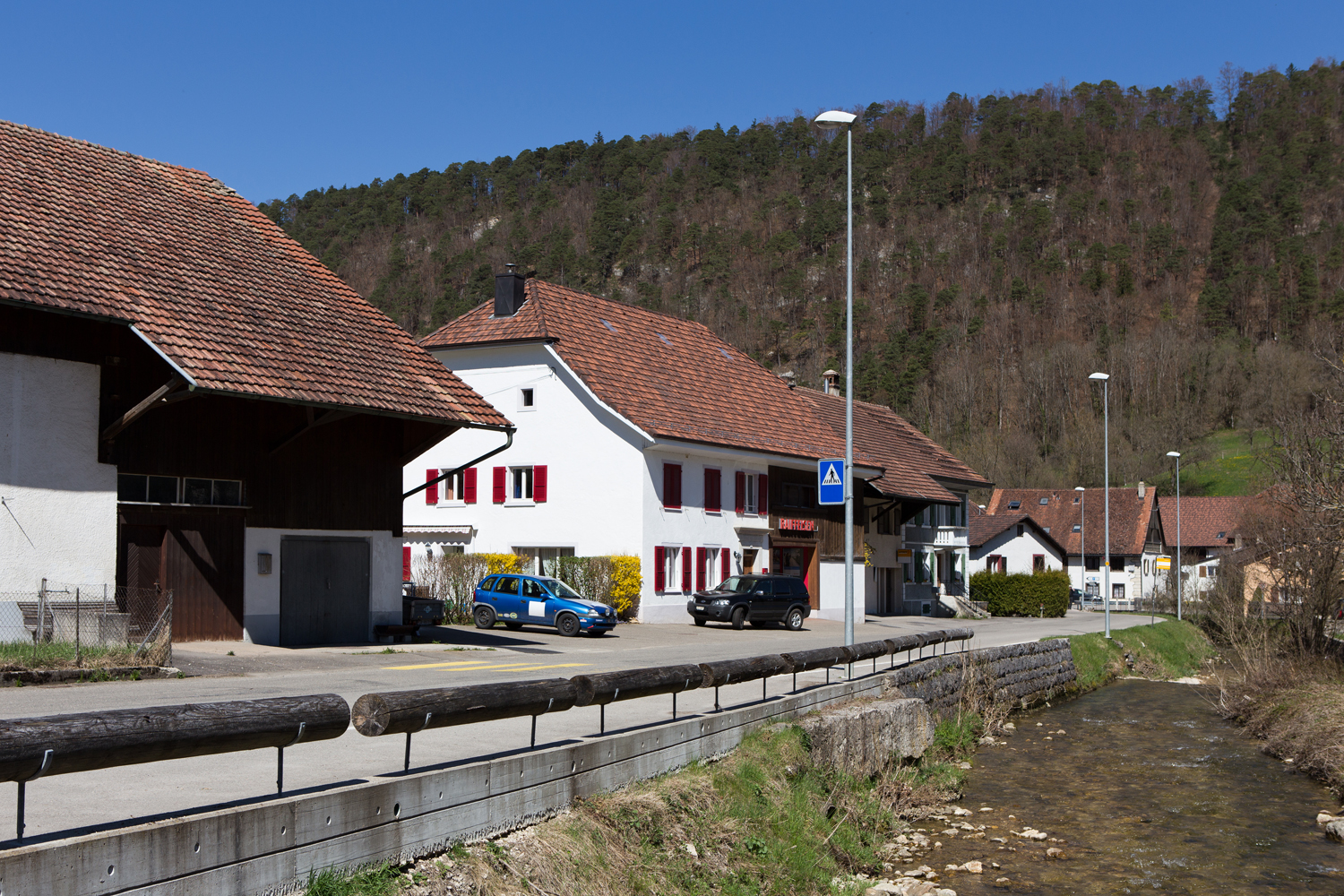
Milieu du Village
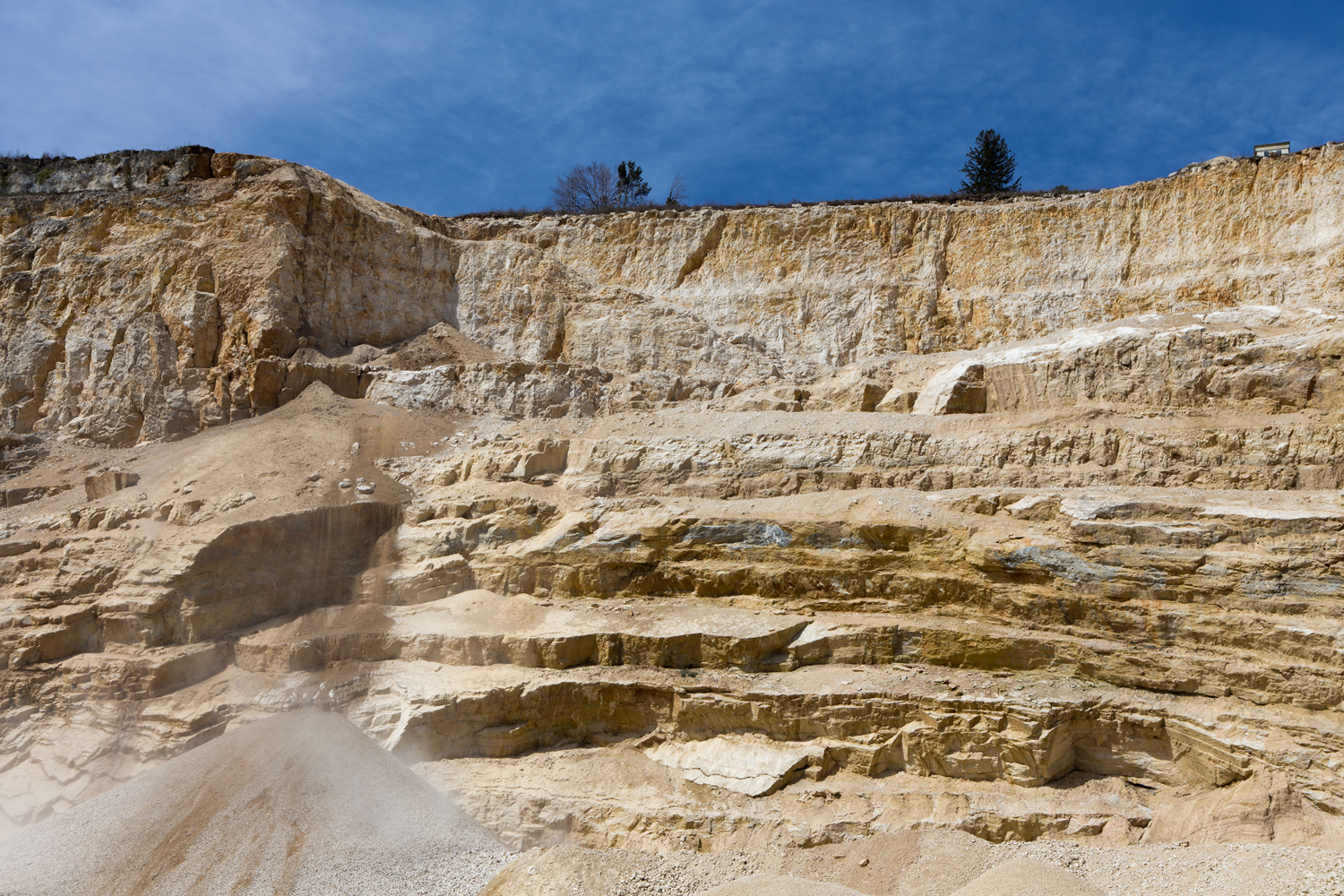
Steinbruch